# Chirine Njeim
Chirine Njeim (en arabe : شيرين نجيم), née le 4 octobre 1984 à Beyrouth, est une skieuse alpine et athlète libanaise.

## Biographie
Chirine Njeim est née à Antelias, un faubourg de Beyrouth et passe son jeune enfance dans un pays en guerre civile. Elle découvre le ski à Faraya à l'âge de trois ans grâce à son père et devient passionnée par ce sport. Admirant le skieur italien Alberto Tomba, elle devient membre du club local avant de se rendre à Annecy, en France, puis aux États-Unis, à Salt Lake City, où elle rejoint l'Académie de ski Rowmark.
En 2010, elle étudie à l'université d'Utah. Elle vit ensuite à Chicago, où elle s'entraîne.

## Carrière sportive

### Ski alpin
Elle s'illustre avant tout dans les épreuves techniques. Njeim court sa première compétition internationale officielle en 1999. Elle doit composer avec des soucis physiques tôt dans carrière, se faisant une rupture du ligament croisé antérieur, puis subit une double pneumonie, avant de souffrir d'anorexie.
Elle représente son pays en ski alpin, lors des Jeux olympiques d'hiver en 2002 (36e du slalom et 45e du slalom géant), 2006 (34e de la descente, 46e du super G, 39e du slalom et deux abandons) et 2010 (43e du slalom et slalom géant, ainsi que 37e du super G) et est porte-drapeau a deux reprises en 2002 à Salt Lake City et 2010 à Vancouver.
Elle remporte les titres nationaux du Liban en slalom et slalom géant en 2013.

### Athlétisme
En 2012, elle court le Marathon de Chicago en 3 h 7. Chaque année jusqu'en 2015, elle court cette épreuve. C'est en manquant sa qualification pour les Jeux olympiques d'hiver de 2014 (Jacky Chamoun est sélectionnée à sa place) qu'elle se lance dans le pari de se qualifier pour les prochains Jeux d'été.
En janvier 2016, elle dispute le Marathon de Houston et finit sur un temps de 2 h 44 min 14 s, soit inférieur au temps de qualification pour les Jeux olympiques et un nouveau record national. Elle ainsi la première athlète de l'histoire de son pays à se qualifier directement pour des jeux olympiques. Parmi les 132 athlètes (en date de 2016) qui ont pris part à la fois aux Jeux olympiques d'été et d'hiver est la seule à combiner ski alpin et athlétisme.
Elle prend alors part aux Jeux d'été de 2016 à Rio de Janeiro sur l'épreuve du marathon, terminant 109e.

## Résultats aux Jeux olympiques d'hiver
| Épreuve / Édition | Salt Lake City 2002 | Turin 2006 | Vancouver 2010 |
| Descente          | -                   | 34e        | -              |
| Super G           | -                   | 46e        | 37e            |
| Slalom            | 36e                 | 39e        | 43e            |
| Slalom géant      | 45e                 | Abandon    | 43e            |
| Combiné           | -                   | Abandon    | -              |